# Louis De Ridder (architect)
Antoon J. Louis De Ridder (Beigem, 25 januari 1912 - Vilvoorde, 15 november 1989) was een Belgisch architect.

## Levensloop
De Ridder ontwierp onder meer bungalow Ter Stoppelen te Wolvertem en (samen met Frans Somers) de gemeentelijke basisschool te Beigem.